# Nouvelle Théologie
La Nouvelle Théologie est un courant de pensée catholique apparu durant les années 1930 et jusqu'à la veille du concile Vatican II, en particulier parmi les théologiens allemands et français. Il prône un retour aux sources du christianisme, notamment à travers les Pères de l'Église, et prend ses distances avec l'hégémonie de la scolastique. La Nouvelle Théologie exerça une influence déterminante non seulement sur le déroulement de Vatican II mais aussi sur ses développements.
Ses principaux représentants sont Henri de Lubac, Pierre Teilhard de Chardin, Hans Urs von Balthasar, Yves Congar, Karl Rahner, Hans Küng, Edward Schillebeeckx, Marie-Dominique Chenu, Louis Bouyer, Jean Daniélou, Pierre Ganne, Jean Mouroux et Joseph Ratzinger.

## Appellation
C'est Erich Przywara qui invente en 1926 l'expression « nouvelle théologie » à propos de théologiens germanophones. Le terme « Nouvelle Théologie » est utilisé en France depuis 1942, d'abord négativement, à titre de critique envers cette tendance au sein du catholicisme,, avant de devenir une désignation courante.
Il ne s'agit pas d'une école au sens strict, mais de théologiens indépendants, en contact plus ou moins étroit les uns avec les autres.

## Histoire
Après ses débuts dans les années 1930, la Nouvelle Théologie suscita dans l'après-guerre les inquiétudes de Pie XII. En France, un certain nombre de ces « nouveaux théologiens », notamment les jésuites de Fourvière et les dominicains du Saulchoir, se virent interdits d'enseignement. Pie XII, qui craignait un retour de la crise moderniste, critiqua la Nouvelle Théologie dans son encyclique Humani generis (1950), à laquelle le dominicain Réginald Garrigou-Lagrange ne fut pas étranger. La purge de la maison de formation de Fourvière puis celle du Saulchoir en furent l'un des résultats.
Une dizaine d'années plus tard, la Nouvelle Théologie fut cependant réhabilitée lors du concile Vatican II, auquel d'ailleurs plusieurs de ces théologiens participèrent en tant que periti. Certains furent créés cardinaux, comme Hans Urs von Balthasar, Jean Daniélou, Yves Congar, Henri de Lubac ou Joseph Ratzinger.
Après le concile, la Nouvelle Théologie se scinda toutefois en deux courants, représentés par deux revues : d'un côté, Rahner, Congar, Schillebeeckx, Küng et Chenu réunis autour de Concilium (1965) ; et de l'autre, Lubac, Balthasar, Ratzinger, Daniélou et Walter Kasper réunis autour de Communio (1972).